# British Airways-vlucht 9
British Airways vlucht 9 was een lijnvlucht van Londen naar Auckland, met stops in Bombay, Madras, Kuala Lumpur, Perth en Melbourne. Op 24 juni 1982 vloog het vliegtuig door een aswolk van de vulkaan Galunggung. Dit blokkeerde de motoren, die daardoor allemaal uitvielen. Het vliegtuig werd naar Jakarta omgeleid; de bemanning hoopte intussen de motoren weer te kunnen starten.

## Het incident
Op de dag van het ongeluk werd de route met een Boeing 747-236B gevlogen. Er waren 248 passagiers aan boord, 12 stewards en stewardessen. De gezagvoerder was Eric Moody, de copiloot was Roger Greaves en de boordwerktuigkundige was Barry Townley Freeman.
Toen Moody even naar het toilet ging, begon het vliegtuig door de vulkanische as te vliegen. Greaves en Townley-Freeman zagen hierdoor rond 20:40 een effect verschijnen dat op sint-elmsvuur leek, alsof het vliegtuig door lichtspoormunitie geraakt werd. Toen Moody terugkwam was het effect nog steeds te zien. Hoewel er niets op de weerradar te zien was, zetten de piloten het anti-ijssysteem in de motoren aan en deden ze hun gordels om.
In de cabine begon op hetzelfde moment rook door de ventilatiegaten naar binnen te sijpelen. Hoewel rook toentertijd normaal was in vliegtuigen (het was in 1982 toegestaan om in vliegtuigen te roken) leek de rook nu dikker dan anders. Er was ook een sterke zwavelgeur te ruiken, die volgens een steward je keel en neus schrijnde en in je ogen prikte. De passagiers die een blik op de motoren konden werpen merkten dat de motoren in een vreemde gloed gehuld waren, die enigszins leek op sint-elmsvuur. De piloten hadden echter geen contact met de passagiers, noch de passagiers met de piloten.
Twee minuten later, om 20:42, zagen de passagiers die motor 4 konden zien daar vlammen van circa drie meter lang uitschieten. De piloten kregen een brandalarm voor motor 4. Even later viel deze motor uit. De piloten begonnen aan de procedures om de motor te herstarten, maar minder dan een minuut daarna begonnen de motoren 1, 2 en 3 te haperen en vlammen uit te schieten. Even later viel motor 2 uit. Voordat de piloten aan de herstartprocedure konden beginnen, vielen motor 1 en 3 bijna tegelijkertijd uit. Boordwerktuigkundige Townley-Freeman riep uit I don't believe it – all our four engines have failed! ofwel (vrij vertaald): Ik kan het niet geloven – onze vier motoren zijn allemaal uitgevallen!
De 747 was nu een zweefvliegtuig geworden. Een 747 zonder motoren heeft een glijgetal van 15, wat wil zeggen dat hij 15 kilometer vooruit kan voor elke kilometer die hij daalt. Gezien de hoogte van ca. 11.280 meter (37.000 voet) zou het het vliegtuig nog 169 kilometer (91 zeemijl) kunnen afleggen voor het zo'n 23 minuten later de zee zou raken.
Om 20:44 zond Greaves een Mayday uit naar Jakarta. Hij vertelde dat alle vier motoren waren uitgevallen en vroeg toestemming om naar het vliegveld Halím te Jakarta te vliegen. De luchtverkeersleiding begreep het bericht in het begin echter niet (eerst kon men het niet verstaan). Toen dacht men dat motor 4 was uitgevallen, in plaats van alle vier motoren, maar toen een vliegtuig van Garuda Indonesia het bericht herhaalde, begreep men het wel. Het vliegtuig kreeg toestemming om naar Jakarta te vliegen. De piloten begonnen aan de herstartprocedure. Deze duurde circa 2 minuten, hetgeen betekende dat ze hooguit 10 of 11 kansen hadden voor ze in zee zouden storten.
Aangezien het vliegtuig niet kon klimmen was er een ander probleem: tussen het vliegveld van Jakarta en het vliegtuig lag een bergketen van ca. 3500 meter hoog. Als niet ten minste twee van de motoren zouden herstarten zouden ze niet over de berg heen kunnen vliegen. Daarom besloot Moody om, als het vliegtuig lager dan 3500 meter zou vallen, terug te keren naar zee en te proberen op het water te landen. Landen op water brengt echter grote risico's met zich mee.
Gezagvoerder Moody sprak tijdens de crisis ook even tot de passagiers (later werd dit omschreven als een ongelofelijk understatement):
Ladies and Gentlemen, this is your Captain speaking. We have a small problem. All four engines have stopped. We are doing our damned best to get them going again. I trust you are not in too much distress.
ofwel:
Dames en heren, hier spreekt uw gezagvoerder. We hebben een klein probleempje. Alle vier de motoren zijn uitgevallen. We doen ons verdomde best om ze weer aan de praat te krijgen. Ik vertrouw erop dat u niet al te gespannen bent.
Toen het vliegtuig tot 13.500 voet (ca. 4100 meter) hoogte was gedaald, besloten de piloten dat ze nog één herstartpoging zouden doen om, als deze niet zou lukken, te proberen op zee te landen. Deze poging was echter succesvol: om 20:56 herstartte motor 4, vervolgens de andere drie. De piloten klommen meteen naar 5000 meter om ruim over de bergen te vliegen. Zodra het vliegtuig zich echter rond de 4500 meter bevond, kwamen de vuurverschijnselen weer terug. De piloten probeerden te dalen, maar het was al te laat: motor 2 begon weer te haperen en moest uitgeschakeld worden. Het vliegtuig daalde naar 4000 meter, waar het vuur zich niet voordeed en het vliegtuig toch 500 meter boven de bergtop bleef.
Tijdens het aanvliegen merkten de piloten dat ze niet door de voorruit konden kijken. Ze dachten dat het door vocht kwam en zetten de blowers en de ruitenwissers aan, maar dat hielp niet. Tijdens de ILS-nadering werkte het glijpad om de daalhoek van het toestel ten opzichte van de landingsbaan te bepalen niet. De localizer, het systeem om het toestel recht voor de landingsbaan te positioneren, werkte echter wel. Het vliegtuig landde, zoals Greaves het uitdrukte: "bijna vanzelf, alsof het de bodem kuste". Het vliegtuig kon echter niet taxiën doordat de voorruit kapot was; het moest door middel van pushback naar de gate gesleept worden.

## Oorzaak
Het vliegtuig was over de vulkaan Galunggung op Java gevlogen, die toen net uitgebarsten was. De uitbarsting bracht een grote wolk vulkanische as in de atmosfeer, waar het vliegtuig recht doorheen vloog (omdat de as droog was verscheen hij niet op de radar). De voorruit werd beschadigd door de scherpe deeltjes die zichtbaar zijn als je vulkanische as onder de microscoop legt.
De as werd ook in de motoren gezogen. Aangezien de motoren zeer heet zijn, smolt de as en blokkeerde de motoren eerst gedeeltelijk (de brandstof die niet verbrand kon worden ontbrandde, dit waren de grote vlammen die passagiers zagen), daarna blokkeerde de as de motoren helemaal, waardoor ze uitvielen. Toen het vliegtuig de aswolk uitvloog, stonden de motoren uit. Hierdoor koelde de as af, werd hard, en kon zo de motoren uitgezogen worden.

## Afloop
In Jakarta werden motor 1, motor 2 en de voorruit vervangen. Ook werd de brandstoftank gereinigd, aangezien de brandstof vervuild was met as. Toen al deze werkzaamheden waren gedaan, vloog het vliegtuig naar Londen, waar motor 4 ook vervangen werd. In vakkringen werd het vliegtuig bekend als "de vliegende asbak".
Tegenwoordig is vlucht 9 van British Airways een vlucht van Londen naar Sydney, met een stop in Bangkok. Het vliegtuig City of Edinburgh werd later hernoemd City of Elgin en vloog tot ca. 2005 voor British Airways.

## Vergelijkbaar incident
- KLM-vlucht 867 maakte later bijna hetzelfde mee. Op 15 december 1989 vloog een Boeing 747 van KLM met 245 mensen aan boord door de aswolk van een vulkaan in Alaska. Ook hier vielen alle motoren uit, maar deze konden later weer herstart worden.